# اشرا
اشرا (به لاتین: Eshera) یک منطقهٔ مسکونی در گرجستان است که در شهرستان سوخومی واقع شده‌است. اشرا ۳۰ متر بالاتر از سطح دریا واقع شده‌است.